# Pé na Rua
Pé na Rua foi um programa televisivo da emissora brasileira TV Cultura, apresentado originalmente por Gabriela França e João Victor d'Alves e dirigido pela jornalista Anna Terra. O programa é voltado para o público jovem entre 14 e 25 anos, estudantes do ensino médio e faculdade, apresentando quadros sobre cultura, estilos musicais e debates do universo jovem.

## História

### 2007–09: Primeira fase
O programa originalmente se chamaria Agendinha do Metrópolis, sendo uma extensão do Metrópolis voltado aos jovens, porém a direção considerou que o nome soaria infantil e não atingiria o público esperado. Em 8 de outubro de 2007 a atração estreia sob o nome de Pé na Rua, referenciado o fato de ser totalmente gravado nas ruas, em diversos pontos da cidade de São Paulo, indo ar ar de segunda à sexta-feira às 12h30 e 18h com 15 minutos de duração. Comandado por Gabriela França e João Victor d'Alves, o programa tinha como público-alvo jovens de 14 à 25 anos estudantes do ensino médio e faculdade, promovendo pautas culturais e priorizando opções de lazer gratuitas ou de baixo custo. Os quadros eram formados por indicações de filmes, livros e discos dadas por pessoas abordadas nas ruas ou que enviaram por e-mail, trechos de videoclipes lançados recentemente, pautas sobre hobbies, lugares e baladas para se visitar e protestos divertidos de entrevistados por seus dramas particulares.
Além disso, haviam pautas sobre as diversas tribos e ideologias a que as pessoas pertencem, mostrando de perto como elas são – incluindo roqueiros, emos, patricinhas, punks, feministas, entre outras. Outro quadro propunha uma discussão de diversos temas leves, onde Gabriela e João iam atrás de entrevistas de jovens pelas ruas e bares para que eles dessem suas opiniões, incluindo temas como "Como chegar nas meninas?", "Encalhados: Porque?", "Não passei no vestibular. E agora?", "Cantadas: o que funciona e o que derruba", "Menina pode chegar nos meninos?" e "Primeira vez". Em 2009 Bruna Thedy passa a comandar o programa junto com os apresentadores originais. Em 31 de julho vai ao ar a última edição do programa, uma vez que ele havia sido cancelado sob alegação da emissora que os custos para se gravar externamente estavam altos. Gabriela foi remanejada para os programas Programa Novo e Login, enquanto João e Bruna foram dispensados pela emissora.

### 2011–13: Segunda fase
Durante o período em que ficou fora do ar, a TV Cultura recebeu diversas mensagens pedido o programa de volta, incluíndo um protesto online intitulado Queremos o Pé na Rua de Volta. Em 10 de outubro de 2011 o programa volta ao ar, novamente comandado por Gabriela França e João Victor d'Alves, trazendo o mesmo formato e quadros da primeira fase da atração, além da inclusão de reportagens em eventos e exposições, como a Zombie Walk, e a uma parte gravada em estúdio onde os apresentadores liam e-mails do público. Em 22 de abril de 2013 o programa chega ao fim novamente.